# Limba kirghiză
Limba kirghiză sau kirchiză  (кыргыз тили, кыргызча, kyrgyz tili, kyrgyzça, قىرعىزچا, قىرعىز تىلى) este o limbă turcică, care, alături de rusă este una din cele două limbi oficiale ale Kîrghîzstanului. Kirghiza este cea mai apropiată de limba altai, dar mai îndepărtată de limba kazahă. 
Kirghiza este vorbită de aproximativ 5 milioane dintre care cei mai mulți, circa 4 milioane, se găsesc în Kîrghîzstan, iar restul vorbitorilor nativi se găsesc în China, Afghanistan, Kazakhstan, Tadjikistan, Turcia, Uzbekistan, Pakistan și Rusia. Limba kirghiză a fost inițial scrisă în alfabetul arab până la mijlocul secolului 20, când un alfabet de tip latin a fost utilizat pentru o scurtă perioadă de timp. Ulterior, datorită ocupației Uniunii Sovietice și a predominantei influențe a limbii ruse, o formă modificată a alfabetului chirilic a fost introdusă. Deși scrierea cu caractere chirilice a rămas în utilizare până astăzi, folosirea alfabetului arab este comună comunicării între kirghizi. După colapsarea imperiului sovietic, în 1991, o idee devenită populară a fost reîntoarcerea la folosirea alfabetului latin folosit anterior încorporării Kîrghîzstanului în „marea familie a popoarelor sovietice”. Ideea nu a fost niciodată pusă în realitate.

## Istoric

### Rădăcini pre-istorice
Primii oameni cunoscuți sub numele de kirghizi sunt menționați în sursele medievale timpurii din China, ca vecinii din nord, iar câteodată ca supuși ai Imperiului turcesc din stepa mongolă. Nu mai târziu de sfârșitul secolului al VIII-lea, kirghizii erau implicați în comerțul internațional, traseul fiind cunoscut ca Drumul mătăsii. Până la distrugerea Imperiului Uighur în 840, ei vorbeau o limbă turcă, puțin diferită de vechea limbă turcă, pe care o scriau în același stil runic. După victoria lor asupra uighurilor, kirghizi nu au ocupat stepa mongolă, istoria lor de mai multe secole după această perioadă este puțin cunoscută, deși sunt menționați în lucrări geografice medievale, ca trăind nu departe de locația actuală. 
Unii cred că strămoșii kirghizilor de astăzi au fost ori samoyedii din sud ori triburile Yeniseene care au intrat în contact cu cultura turcă, după ce au cucerit pe uiguri și s-au stabilit în zona Orkhon, loc cu cele mai vechi însemnări ale limbii turce din secolul al IX-lea. Descoperirea culturilor Pazyrik și Tashtyk le prezintă ca un amestec al triburilor nomade turcești și iraniene. Izvoare chinezești și musulmane din secolele VII – XII după Hristos îi descriu pe kirghizi ca având părul roșcat, cu tenul deschis și ochii (albaștri) verzi. 
Pe de altă parte, descendența kirghizilor din populația autohtonă siberiană este confirmată de studiile genetice recente. Ținutul Euroasiaticilor: o perspectivă continentală asupra diversității cromozomului Y. Remarcabil, 63% dintre bărbații kirghizi au același haplogroup R1a1 (Y-ADN) ca și tajicii 64%, ucrainienii 54%, polonezii 56% și chiar islandezii 25%. Haplogrupul R1a1 (Y-ADN) este considerat a fi un marker al vorbitorilor limbii proto-indo-europene. Aceasta ar putea explica tenul deschis și ochii verzi sau albaștri ai kirghizilor. 
Dacă ar fi descins din triburile Samoyed din Siberia, kirghizii ar fi vorbit o limbă din sub-familia lingvistică din Urali, în momentul în care au sosit în regiunea Orhon; dacă ar fi descins din triburile yeniseyene, s-ar fi tras dintr-un popor cu același nume, popor care a plecat în secolul X din regiunea Râului Yenisey din Siberia centrală și s-a mutat în Kîrgîzstanul de azi, după ce în secolul trecut cuceriseră pe uigurii din est. Etnografii dispută însă teoria originii yeniseyenilor, datorită legăturilor lingvistice și culturale foarte apropiate între kîrgîzi și kazaci. Cele mai vechi descrieri ale surselor chineze asupra kîrgîzilor spun că aceștia au părul roșcat și ochii verzi, caracteristici tipice ale popoarelor caucaziene din acele timpuri, vorbitoare a limbii Indo-Europene, popoare dintre care multe încă trăiesc în Eurasia centrală. În plus, se pare că nu există o cauză lingvistică specifică pentru a face legătura între kirghizi și familiile lingvistice din Urali sau Yenisey. Nu este sigur dacă kîrgîzii din timpurile actuale sunt descendenți direct ai kîrgîzilor din timpurile medievale timpurii.

### Dinamica erei post-sovietice
În prezent, limba rusă este în continuare principala limbă vorbită în principalele orașe, cum ar fi Bișkek, în timp ce limba kirghiză continuă să piardă teren în special în rândul tinerei generații.

## Fonologie

### Vocale
|           | Front   | Front     | Back    | Back |
| unrounded | rounded | unrounded | rounded |      |
| --------- | ------- | --------- | ------- | ---- |
| Close     | [i]     | [y]       | [ɯ]     | [u]  |
| Mid       | [e]     | [ø]       |         | [o]  |
| Open      |         |           | [ɑ]     |      |

### Consoane
|             | Labial | Dental/ alveolar | Post- alveolar | Palatal | Velar/ Uvular |
| ----------- | ------ | ---------------- | -------------- | ------- | ------------- |
| Nasal       | [m]    | [n]              |                |         | [ŋ]/[ɴ]       |
| Plosive     | [p b]  | [t d]            |                |         | [k/q g/ʁ]     |
| Affricate   |        |                  | [tʃ dʒ]        |         |               |
| Fricative   | [f v]  | [s z]            | [ʃ]            |         |               |
| Lateral     |        | [l]/[ɫ]          |                |         |               |
| Trill       |        | [r]              |                |         |               |
| Approximant |        |                  |                | [j]     |               |

## Sistemul de scriere
Limba kirghiză în Kirghizstan utilizează alfabetul chirilic modificat. Acesta este compus din toate literele rusești plus ң, ү și ө.
| Litera | Numele | AFI           | Litera | Numele           | AFI                                           |
| ------ | ------ | ------------- | ------ | ---------------- | --------------------------------------------- |
| А а    | а      | /a/           | П п    | пe               | /p/                                           |
| Б б    | бе     | /b/, [w], [v] | Р р    | эр               | /r/                                           |
| В в    | ве     | /v/           | С с    | эс               | /s/                                           |
| Г г    | ге     | /g/, [ʁ]      | Т т    | те               | /t/                                           |
| Д д    | де     | /d/           | У у    | у                | /u/                                           |
| Е е    | e      | /je/, /e/     | Ү ү    | ү                | /y/                                           |
| Ё ё    | ё      | /jo/          | Ф ф    | эф               | /ɸ/                                           |
| Ж ж    | же     | /dʒ/          | Х х    | ха               | /χ/ (=/k/)                                    |
| З з    | зе     | /z/           | Ц ц    | це               | /ts/                                          |
| И и    | и      | /i/           | Ч ч    | че               | /tʃ/                                          |
| Й й    | ий     | /j/           | Ш ш    | ша               | /ʃ/                                           |
| К к    | кa     | /k/, [q], [χ] | Щ щ    | ща               | /ʃtʃ/                                         |
| Л л    | эл     | /l/, [ɫ]      | Ъ ъ    | ажыратуу белгиси | (no phonemic value; only found in borrowings) |
| М м    | эм     | /m/           | Ы ы    | ы                | /ɯ/                                           |
| Н н    | эн     | /n/           | Ь ь    | ичкертүү белгиси | (no phonemic value; only found in borrowings) |
| Ң ң    | ың     | /ŋ/, [ɴ]      | Э э    | э                | /e/                                           |
| О о    | о      | /o/           | Ю ю    | ю                | /ju/                                          |
| Ө ө    | ө      | /ø/           | Я я    | я                | /ja/                                          |

În Xinjiang, alfabetul arab modificat este utilizat.

## Morfologie și sintaxă

### Caz
| Case       | Underlying form | Possible forms                                                         | "boat"  | "air"  | "bucket" | "hand" | "head" | "salt" | "eye"  |
| ---------- | --------------- | ---------------------------------------------------------------------- | ------- | ------ | -------- | ------ | ------ | ------ | ------ |
| Nominative | —               | —                                                                      | кеме    | аба    | челек    | кол    | баш    | туз    | көз    |
| Genitive   | -NIn            | -нын, -нин, -дын, -дин, -тын, -тин, -нун, -нүн, -дун, -дүн, -тун, -түн | кеменин | абанын | челектин | колдун | баштын | туздун | көздүн |
| Dative     | -GA             | -га, -ка, -ге, -ке, -го, -ко, -гө, -кө                                 | кемеге  | абага  | челекке  | колго  | башка  | тузга  | көзгө  |
| Accusative | -NI             | -ны, -ни, -ды, -ди, -ты, -ти, -ну, -нү, -ду, -дү, -ту, -тү             | кемени  | абаны  | челекти  | колду  | башты  | тузду  | көздү  |
| Locative   | -DA             | -да, -де, -та, -те, -до, -дө, -то, -тө                                 | кемеде  | абада  | челекте  | колдо  | башта  | тузда  | көздө  |
| Ablative   | -DAn            | -дан, -ден, -тан, -тен, -дон, -дөн, -тон, -төн                         | кемеден | абадан | челектен | колдон | баштан | туздан | көздөн |

### Pronume
Limba kirghiză are opt pronume personale:
| Singular                 | Singular                | Plural                   | Plural                |
| Kyrgyz (transliteration) | English                 | Kyrgyz (transliteration) | English               |
| ------------------------ | ----------------------- | ------------------------ | --------------------- |
| Мен (Men)                | I                       | Биз (Biz)                | We                    |
| Сен (Sen)                | You (singular informal) | Силер (Siler)            | You (plural informal) |
| Сиз (Siz)                | You (singular formal)   | Сиздер (Sizder)          | You (plural formal)   |
| Ал (Al)                  | He/She/It               | Алар (Alar)              | They                  |

|     | Singular | Singular | Singular | Singular | Plural | Plural   | Plural    | Plural  |
|     | 1st      | 2nd inf  | 2nd frm  | 3rd      | 1sg    | 2nd inf  | 2nd frm   | 3rd     |
| --- | -------- | -------- | -------- | -------- | ------ | -------- | --------- | ------- |
| Nom | мен      | сен      | сиз      | ал       | биз    | силер    | сиздер    | алар    |
| Acc | мени     | сени     | сизди    | аны      | бизди  | силерди  | сиздерди  | аларды  |
| Gen | менин    | сенин    | сиздин   | анын     | биздин | силердин | сиздердин | алардын |
| Dat | мага     | сага     | сизге    | ага      | бизге  | силерге  | сиздерге  | аларга  |
| Loc | менде    | сенде    | сизде    | анда     | бизде  | силерде  | сиздерде  | аларда  |
| Abl | менден   | сенден   | сизден   | андан    | бизден | силерден | сиздерден | алардан |

In addition to the pronouns, there are several more sets of morphemes dealing with person.
|               | pronouns | copulas | present tense | possessive endings | past/conditional | imperative   |
| ------------- | -------- | ------- | ------------- | ------------------ | ---------------- | ------------ |
| 1st sg        | мен      | -mIn    | -mIn          | -(I)m              | -(I)m            | -AyIN        |
| 2nd sg        | сен      | -sIŋ    | -sIŋ          | -(I)ŋ              | -(I)ŋ            | —, -GIn      |
| 2nd formal sg | сиз      | -sIz    | -sIz          | -(I)ŋIz            | -(I)ŋIz          | -GIlA        |
| 3rd sg        | ал       | —       | -t            | -(s)I(n)           | —                | -sIn         |
| 1st pl        | биз      | -BIz    | -BIz          | -(I)bIz            | -(I)K            | -AyIK        |
| 2nd pl        | силер    | -sIŋAr  | -sIŋAr        | -(I)ŋAr            | -(I)ŋAr          |              |
| 2nd formal pl | сиздер   | -sIzdAr | -sIzdAr       | -(I)ŋIzdAr         | -(I)nIzdAr       |              |
| 3rd pl        | алар     | —       | -(I)șAt       | -(s)I(n)           | —                | -sIn, -IșsIn |